# Obereopsis guineensis
Obereopsis guineensis là một loài bọ cánh cứng trong họ Cerambycidae.